# Carl Jacobj
Johann Carl Jacobj (* 12. September 1857 in Hamburg; † 16. Februar 1944 in Tübingen) war ein deutscher Arzt und Universitätsprofessor für Pharmakologie. Er gehörte zu jener ersten Generation von Schülern Oswald Schmiedebergs, durch welche die neue, maßgeblich von Rudolf Buchheim und Schmiedeberg begründete experimentell forschende Pharmakologie weltweit ausstrahlte.

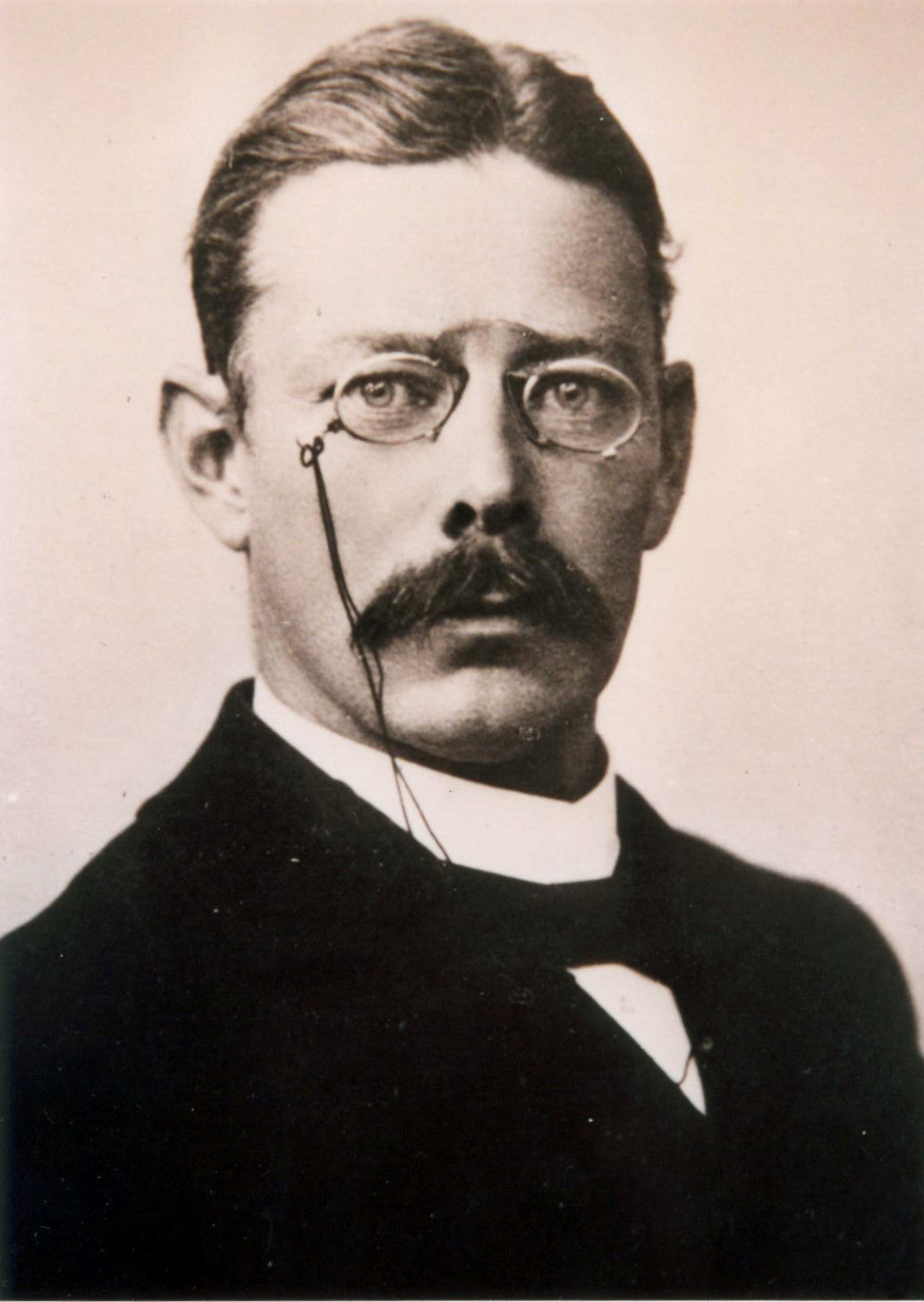
Carl Jacobj, um 1890

## Leben
Carl Jabcobjs Eltern waren der Kaufmann Friedrich Wilhelm Jacobj und seine Frau Anna geb. Weber, die aus einer Familie mit mehreren Ärzten und Naturwissenschaftlern stammte. Der Kaufmann Johann Carl Jacobj war sein Großvater. Die Schule bereitete ihm Schwierigkeiten, und erst nach zweimaligem Wechsel des Gymnasiums von der Gelehrtenschule des Johanneums in Hamburg nach Braunschweig und dann ans Ernestinum nach Rinteln bestand er mit 23 Jahren die Abiturprüfung. Er studierte in Göttingen, Leipzig, Tübingen und Straßburg Medizin. In Straßburg legte er 1887 das Staatsexamen ab und wurde 1888 mit einer von Oswald Schmiedeberg betreuten Dissertation „Über Eisenausscheidung aus dem Thierkörper nach subcutaner und intravenöser Injektion“ zum Dr. med. promoviert. Er blieb zunächst an Schmiedebergs Institut, wo er sich 1891 für Pharmakologie, Toxikologie und Arzneiverordnung habilitierte. 1889 heiratete er Helene Distel (1868–1955), mit der er eine Tochter und einen Sohn hatte. Der Sohn, Walther Jacobj (1890–1965), war später Direktor des Anatomischen Instituts Tübingen. 1897 arbeitete Carl Jacobj am Kaiserlichen Gesundheitsamt in Berlin, wechselte aber im selben Jahr auf den Lehrstuhl für Pharmakologie der Georg-August-Universität Göttingen, den er zehn Jahre innehatte. 1907 berief ihn die Württembergische Landesregierung als Lehrstuhlinhaber an das neu gegründete Pharmakologische Institut der Eberhard Karls Universität Tübingen, das in der ehemaligen Augenklinik untergebracht wurde, Wilhelmstraße 26, gegenüber dem Alten Botanischen Garten. Jacobj richtete es ein. 1927 wurde er emeritiert, durfte aber Stiftungsgelder, die er erhalten hatte, für wissenschaftliche Ziele weiter frei verwenden; er nutzte sie zum Beispiel für Versuche zur Durchblutung isolierter Organe. Am 16. Februar 1944 gestorben, wurde er auf dem Tübinger Stadtfriedhof bestattet.

## Religiöse und politische Überzeugungen
Jacobj stammte aus einem evangelisch geprägten Elternhaus, war aber kein regelmäßiger Kirchgänger. Er dachte strikt deutschnational und trat 1919 in die zum rechten Flügel gehörende Württembergische Bürgerpartei ein. Damit verbunden war ein in der Tübinger Universität eingewurzelter „abgrenzender“, „christlicher“ Antisemitismus, der ihn etwa in einer „Chronik“ für seine Nachkommen über den Verlag F.C.W. Vogel in Leipzig schreiben ließ, dass „ihn die jüdische Firma Julius Springer aufsog“ und ihn Zitierungen des seinem jüdischen Glauben treuen berühmten Toxikologen Louis Lewin vermeiden ließ. Ullrich Trendelenburg hat in seinem Buch „Verfolgte deutschsprachige Pharmakologen 1933–1945“ darauf hingewiesen, dass es Anfang der 1930er Jahre in Tübingen keinen einzigen jüdischen Ordinarius oder Privatdozenten gab, und das „war die Folge des Antisemitismus der Mehrzahl der Tübinger Hochschullehrer“. Jacobj gehörte zu dieser Mehrzahl.

## Forschung
In seinem Beruf am meisten beeinflusst haben Jacobj ein Großonkel mütterlicherseits, der Physiker Wilhelm Eduard Weber in Göttingen, ein Onkel mütterlicherseits, der Physiker Heinrich Weber (1839–1928) in Braunschweig, sodann der Physiologe Carl Ludwig in Leipzig und der Pharmakologe Oswald Schmiedeberg in Straßburg. In seiner Tübinger Antrittsvorlesung hat er das Programm des neuen Faches vorgestellt, seine Selbständigkeit, seine Beziehung zur Physiologie und Toxikologie und seine Bedeutung für den Unterricht der Medizinstudenten.
Jacobj hat sich mit vielen Themen auseinandergesetzt; sechsundzwanzig zählt seine Biographin. Einige waren zeitverhaftet, nämlich durch Tagesaktualitäten veranlasst oder übermäßig spekulierend, etwa die Nützlichkeit oder Schädlichkeit des Alkoholtrinkens; die Brauchbarkeit eines neuen Mittels unbekannter Zusammensetzung gegen den Diabetes mellitus; die Wirkungsweise des 1902 als Schlafmittel eingeführten Veronals, das ihm ein Mittel „bei konsumptiven Krankheiten mit schlechtem Fettpolster“ zu sein schien; die Nierenfunktion – „geradezu abenteuerliche Vorstellungen“; Flechten als Nahrungsmittel im Mangel des Ersten Weltkriegs; Kokain zur Leistungssteigerung von Soldaten.
Über seine Zeit hinaus wirkten Arbeiten über die Beziehung zwischen Nebennieren und Darm, über das Mutterkorn, über Hirudin und über die Durchströmung isolierter Organe mit sauerstoffgesättigtem Blut.

### Kokain
Das Kokain begleitete ihn durch sein Forscherleben. In einer seiner letzten Veröffentlichungen erzählt er 1931, er sei schon 1885 auf die Leistungssteigerung durch Kokain aufmerksam gemacht worden. „Es wurde dies später für mich Veranlassung, mich als Assistent am Pharmakologischen Institut zu Straßburg mit dieser Frage eingehender zu beschäftigen, nachdem ich auf anstrengenden Hochgebirgstouren bei eintretender Erschöpfung an mir selbst und Freunden Gelegenheit gehabt hatte, mich wiederholt von der überraschenden günstigen Wirkung solcher kleiner Kokaingaben zu überzeugen.“ Er weist dann mittels einer von ihm 1893 vorgestellten Messapparatur nach, dass Kokain die Erkennung von Gewichtsunterschieden – aus heutiger (2012) Sicht die Tiefensensibilität – verbessert. Das Wissen hinzuziehend, dass Kokain Gewebe gegenüber Adrenalin sensibilisiert, schreibt er schließlich die Leistungssteigerung durch Kokain einer Verbesserung der Durchblutung des Gehirns zu. „Kann man nun die so überraschenden Wirkungen bei Erschöpfungszuständen auch durch kleine, am Normalen wirkungslose Kokaingaben in der dargelegten Weise erklären und auf physiologische Grundlagen zurückführen, so dürfte man wohl kaum noch Veranlassung haben, Bedenken zu tragen, den Versuch zu machen, diese wertvolle Wirkung in geeigneten und dringenden Fällen auch nutzbar zu machen, zumal ja ein umfangreiches Tatsachenmaterial für die gefahrlose Anwendung solch kleiner Kokaingaben vorliegt.“ Diese Ansicht und Empfehlung trug Jacobj auch in Vorlesungen und 1913 und 1929 gegenüber Militärs vor; dabei verteilte er mit 10 mg Kokain getränkte Filterpapierstreifen zum Selbstversuch. Sowohl im Mechanismus der Leistungssteigerung als auch in der Empfehlung für die Praxis irrte er.

### Nebennieren und Darmbewegungen
Bei seinen 1892 publizierten Versuchen „zur physiologischen und pharmakologischen Kenntnis der Darmbewegungen“ fand Jacobj, dass der Darm von Kaninchen, die einige Tage gehungert hatten, sich nicht bewegte und selbst bei Reizung des Nervus vagus keine Peristaltik zeigte. Er vermutete, dies könnte auf einer Hemmung durch den Sympathikus beruhen, besonders durch Zweige des Sympathikus zu den Nebennieren. In der Tat löste Reizung der Nervus vagus bei den „Hungerthieren“ nach Entfernung der Nebennieren Peristaltik aus. Außerdem unterdrückte elektrische Reizung der Nebennieren Darmbewegungen prompt. Die Arbeit war Jacobjs Habilitationsschrift. Man hat sie als den „ersten indirekten Nachweis der Funktion des Nebennierenmarks als einer endokrinen Drüse“ bezeichnet, zwei Jahre vor dem berühmten Nachweis der Blutdruckwirkung von Nebennierenextrakten durch George Oliver und Edward Albert Sharpey-Schafer. Jedoch dachte Jacobj nicht an ein chemisches Signal aus den Nebennieren, also in heutigem Wortgebrauch ein Hormon, sondern an eine Nervenverbindung von den Nebennieren zum Darm, „Hemmungsbahnen für die Darmbewegung“. Jacobjs Publikation beeinflusste spätere Forscher wie Paul Trendelenburg. Den heutigen Leser können seine Tierversuche verstören. „Da ich bei den vorliegenden Versuchen … darauf bedacht sein musste, alle abnormen, die Bewegungsvorgänge eventuell verzögernden Einflüsse soweit möglich auszuschliessen, so war ich deshalb leider auch genöthigt, auf das Narkotisieren der Thiere zu verzichten.“

### Mutterkorn
In Straßburg hatte sich Rudolf Kobert ab 1884 mit Mutterkornextrakten beschäftigt und ab 1886 in Dorpat. Von ihm ging Jacobj aus. Die Extrakte enthielten eine Vielzahl aktiver Stoffe, und von Extrakt zu Extrakt wechselten die (unbekannte) Zusammensetzung, die Wirkung und die Benennung. Koberts wie Jacobjs Ergebnisse waren Schritte zur Klarheit. Mit Koberts wehenförderndem Cornutin und Jacobjs Chrysotoxin hat 1906 Henry Hallett Dale seine wegweisende Untersuchung „On some physiological actions of ergot“ durchgeführt. Zur Situation in seiner Zeit schreibt Dale in der Einleitung (aus dem Englischen): „Die Einführung neuer Namen auf der Grundlage physiologischer Ergebnisse ohne chemische Isolierung der Wirkstoffe würde die bestehende Konfusion unvermeidlich verschlimmern, und ich habe es für besser gehalten, von den Wirkungen des ‚Mutterkorns‘ zu sprechen.“

### Hirudin
Im Jahr 1884 hatte der britische Physiologe John Berry Haycraft (1857–1922) in Schmiedebergs Labor in Straßburg entdeckt, dass Extrakte aus dem Medizinischen Blutegel bzw. aus dessen Munddrüsen die Blutgerinnung hemmten. Jacobj und seine Göttinger Mitarbeiter griffen die Entdeckung auf. Jacobj nannte die wirksame Substanz Herudin oder Hirudin. Er erhielt ein Patent auf die Herstellung, und Hirudin wurde dann kommerziell vertrieben. An eine Anwendung bei Menschen dachte man damals nicht, doch war Hirudin zur Verhinderung der Blutgerinnung in physiologischen Experimenten von unschätzbarem Wert (s. u.), allerdings so teuer, dass die Forscher es lieber selbst herstellten, „gemäß der Methode von Jacobj und seinen Schülern …, die uns viel wertvolles Wissen über die Substanz geliefert haben“. Bis zur Reindarstellung und Strukturaufklärung dauerte es noch über ein halbes Jahrhundert, während dessen die frühe Geschichte mit Haycraft und Jacobj zuweilen vergessen wurde.

### Durchströmungsapparat

Jacobjs Durchströmungsapparat von 1890
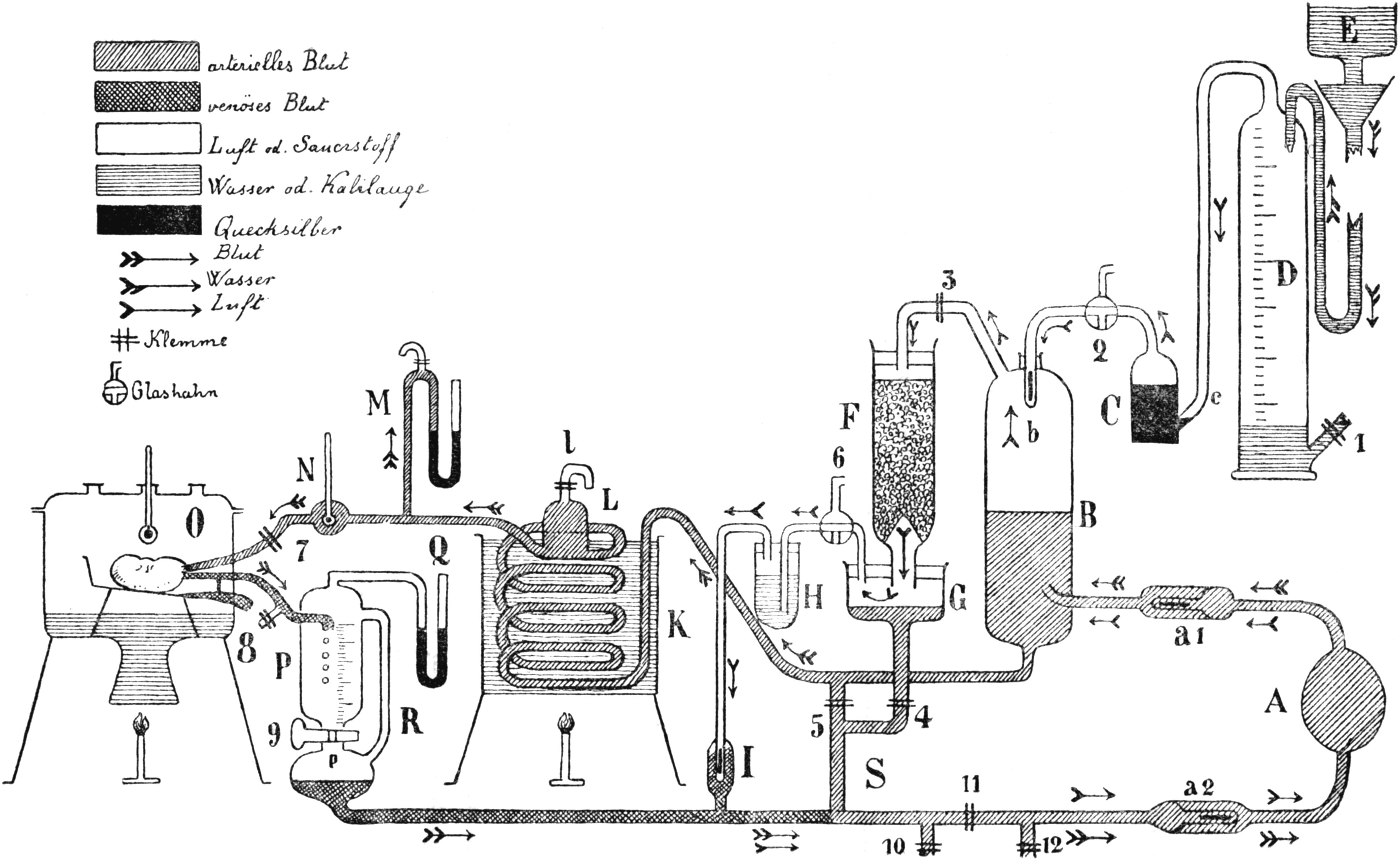
Zeichnung
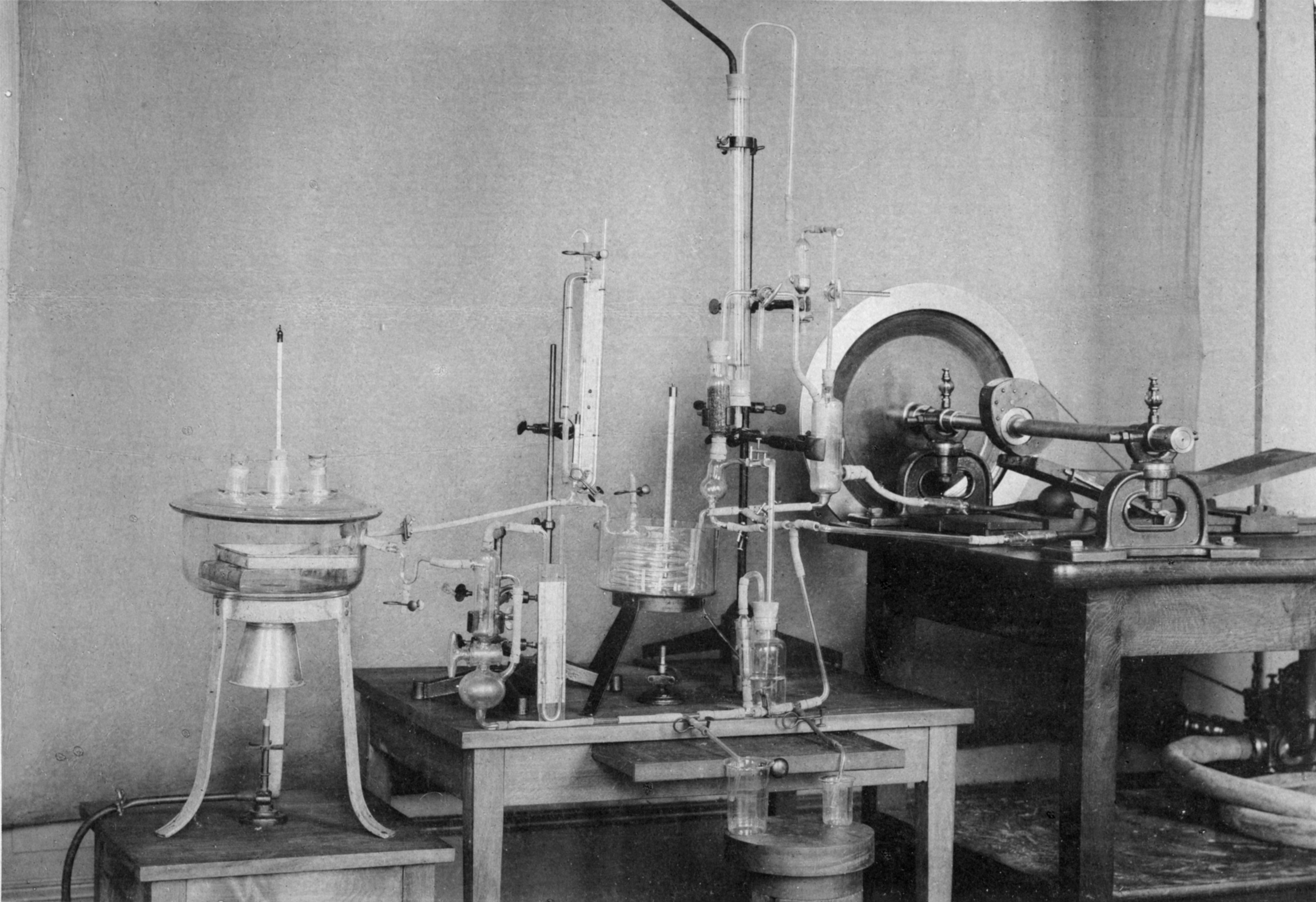
Photo; wahrscheinlich erste Photographie eines Durchströmungskreislaufs

Über Jabobjs Lebenszeit hinaus wiesen schließlich seine Bemühungen, Organe durch künstliche Durchströmung mit Blut optimal lebend zu erhalten. Wie beim Mutterkorn und beim Hirudin hatte das Thema in Straßburg Tradition. Dort hatte Waldemar von Schröder (1850–1898) geschrieben: „Wenn wir die einzelnen Organe durch einen künstlichen Blutstrom lebend erhalten wollen, müssen wir die Bedingungen möglichst denen des normalen Kreislaufs gleich zu machen suchen.“ Jacobj, der für seine Versuche mit Hirudin ungerinnbar gemachtes Blut verwendete, konstruierte seinen ersten Apparat 1890, verbesserte ihn 1895 und vollendete ihn 1928 mit dem von ihm so genannten „Pneumohämatisator“. Im Pneumohämatisator wird „das isolierte Organ … durch einen künstlichen Kreislauf … versorgt, wobei die Blutzirkulation durch eine Zwillingspumpe entsprechend dem rechten und linken Herzen bewirkt wird. Die Arterialisierung erfolgt in einer überlebenden, künstlich beatmeten Lunge. Zur Durchblutung der Organe wird unverdünntes, arteigenes Blut benutzt, dessen pulsierender Strom beliebig auf einen bestimmten Druck und auf eine bestimmte Pulszahl und -amplitude eingestellt werden kann.“ Das Blut wurde durch Defibrinierung oder Hirudin ungerinnbar gemacht. In der letzten Publikation zum Thema schrieb Jacobj: „<Die Versuche> dürften gezeigt haben, daß mit dem Apparat durchblutete isolierte Nieren die vollen Lebenseigenschaften ihrer gesamten Gewebe wieder gewinnen, so daß sie ihre sekretorische Tätigkeit wieder aufzunehmen und auch in typischer Weise auf Coffein mit Steigerung ihrer Funktion zu reagieren vermögen, wie sich dies auch im mikroskopischen Bilde deutlich nachweisen ließ. Man wird daraufhin den Apparat wohl als allen wesentlichen Anforderungen, die an einen allgemein verwertbaren Durchblutungsapparat zu stellen sind, genügend betrachten dürfen, so daß mit ihm physiologische und pharmakologische Fragen an den verschiedensten isolierten Organen erfolgreich sich werden untersuchen lassen.“ Die Biologen nutzten den Apparat für ihre Forschung. Aber auch zur Entwicklung von klinischen Herz-Lungen-Maschinen haben Jacobjs Ansätze beigetragen.

## Mitgliedschaften
- Mitgliedseintrag von Carl Jacobj bei der Deutschen Akademie der Naturforscher Leopoldina